# اسکان آنگلو-ساکسون‌ها در بریتانیا
اسکان آنگلو-ساکسون‌ها در بریتانیا (لاتین: Adventus Saxonum) پروسه‌ای بود از میانهٔ قرن پنجم تا اوایل قرن هفتم که در آن در پی عقب‌نشینی رومی‌ها در اوایل قرن پنجم فرهنگ مناطق کم ارتفاع ساحلی بریتانیای کبیر از فرهنگ رومانو-بریتانیایی به فرهنگی ژرمنی تحول یافت. دیدگاه سنتی در خصوص این فرایند فرض کرده‌اند ملل ژرمنی متعددی، که بعدتر به طور دسته جمعی آنگلوساکسون خوانده شدند، از سواحل غربی اروپای قاره‌ای، در پی تأسیس پادشاهی‌های آنگلو-ساکسون در سرتاسر آنچه امروزه انگلستان و بخش‌هایی از مناطق کم ارتفاع اسکاتلند است، این منطقه را اشغال کرده‌اند. ورود عنصر ژرمنی به تاریخ بریتانیا ظهور ساکسون‌ها نیز خوانده می‌شود.
این فرضیه که اسکان آنگلو-ساکسون‌ها با اشغال یا مهاجرت مردم از مناطق ساحلی ژرمنی، که به طور گسترده مردم بومی را جابه جا کردند، از سوی کسانی که معتقدند تغییر در فرهنگ و زبان اساساً از طریق یک فرایند فرهنگ‌پذیری که در پی حرکت شمار نسبتاً اندکی از مردم روی داده به چالش کشیده شده است.